# Emstekerfeld
Emstekerfeld ist ein Ortsteil der Stadt Cloppenburg im gleichnamigen Landkreis in Niedersachsen.
Der Ort liegt östlich des Kernbereichs von Cloppenburg und südlich der B 72.
Die katholische Kirche St. Bernhard gehört zum Bistum Münster.

## Geschichte
In Emstekerfeld wurde 1963 das Spreda-Werk gebaut. Der dabei für das Trocknungsverfahren errichtete 76 Meter hohe „Spreda-Sprühturm“ wurde später als „Pfanni-Turm“ zu einem Wahrzeichen der Stadt Cloppenburg.
Der katholische Geistliche Wilhelm Scheperjans (1912–1998) initiierte für 75 Familien aus dem Ermland den Bau der sogenannten Ermlandsiedlung in Emstekerfeld. Die Häuser konnten 1967 bezogen werden. Scheperjans hatte dafür Spenden in Höhe von 7 Millionen D-Mark zusammengetragen und 68.000 m² Bauland beschafft.